# Adolphe Appian
Adolphe Appian (Lione, 23 agosto 1818 – Lione, 29 aprile 1898) è stato un pittore e incisore francese appartenente alla Scuola di Lione.

## Biografia
Adolphe Appian, pseudonimo di Jacques Barthélemy Appian, nacque a Lione nel 1818.

Dal 1833 al 1836, seguì dei corsi di disegno presso la Scuola di belle arti di Lione, negli atelier di Jean-Michel Grobon e di Augustin Alexandre Thierrat. Iniziò la sua carriera di artista come disegnatore nelle seterie di Lione, prima di dedicarsi alla pittura di paesaggi.
Debuttò al Salon di Parigi nel 1835 ed espose al Salon di Lione del 1847, poi, a partire dal 1855, partecipò regolarmente ad ambedue i Salon.
Importante fu per Appian il 1852, quando conobbe Jean-Baptiste Camille Corot e Charles-François Daubigny, artisti che lasciarono un'impronta notevole e duratura nella sua arte. Sino a quell'anno Appian divideva la sua attività fra musica e pittura, ma dopo quell'incontro egli si dedicò unicamente a quest'ultima, seguendo lo stile e la tecnica della Scuola di Barbizon.
Nel 1862 partecipò all'Esposizione universale di Londra, mentre nel 1867 Napoleone III acquistò una delle sue tele: Le Lac du Bourget. In quello stesso anno Appian cambiò la sua concezione cromatica: le tinte della sua tavolozza passarono dai toni freddi e scuri a dei colori più caldi e luminosi. A partire dal 1863 cominciò a produrre anche delle acqueforti, stampate da Auguste Delâtre: aveva fatto due prove, nel 1853-1854, e produsse in tutto novanta esemplari.
Vinse la medaglia d'oro al Salone di Parigi del 1868 e partecipò all'Expo di Parigi del 1889.
Appian frequentò il villaggio di Rossillon, in quegli anni molto apprezzato dai pittori, e trascorse numerose estati ad Artemare, nel Bas-Bugey dove prendeva alloggio all'hôtel Buffet. Dipinse numerose località del Valromey. Amico dei pittori della Scuola di Barbizon, soggiornò diverse volte a Fontainebleau. Fu soprannominato il «Delacroix del carboncino». La sua produzione di incisore influenzò in particolare l'artista americano Stephen Parrish.
Fu nominato Cavaliere della Légion d'honneur nel luglio del 1892.
Adolphe Appian morì nella sua casa di Lione in via Trois-Artichauts nel 1898. Aveva 80 anni.
Suo figlio Jean Louis (1862-1896) fu anch'egli pittore.

## Opere nelle collezioni pubbliche
Francia
- Biblioteca nazionale di Francia: 
  - 14 incisioni per L'Illustration nouvelle, Parigi, Alfred Cadart e succ., 1868-1881[6]
  - 7 incisioni per L'Eau forte en..., Parigi, Alfred Cadart et succ., 1874-1881[7].

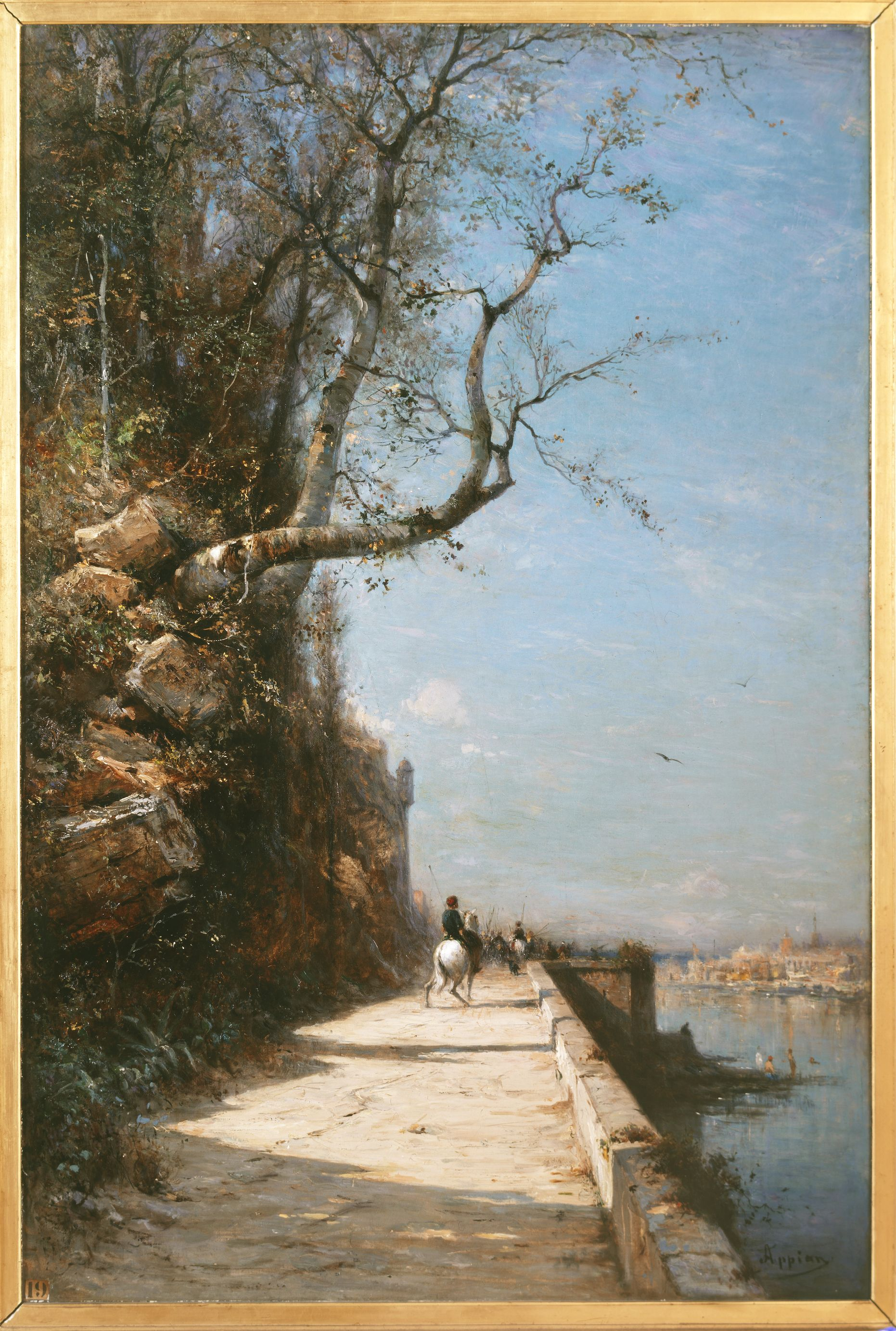
Una strada nei dintorni di Genova

- Bourg-en-Bresse, Museo municipale:
  - Le Haut du Bois des Roches (Ain), 1870, olio si tela[8]
  - Marine; côte méditerranéenne, 1890, olio su tela[9]
  - La Gardeuse de dindons à Crémieux, verso il 1860, olio su tela[10]
- Cannes, Museo de La Castre: Les calanques de Marseille.
- Marsiglia, Museo Cantini: Braconnier, carboncino e lapis[11]
- Lione, Museo di belle arti:
  - Le Débarras, olio su tela[12]
  - Le Retour du marché, 1859, olio su tela[13]
  - Temps gris, marais de la Burbanche
- Nizza, Museo di belle arti: Environs de Mourillon à Toulon
- Cherbourg-Octeville, Museo Thomas-Henry: Un soir, au bord du Rhône à Rix, 1869, acquaforte[14]
- Mâcon, Museo delle Orsoline: Les Marais de Rossillon, 1867, olio su tela[15]
- Chambéry, Museo di belle arti: 
  - Un Canal aux Martigues, olio su tela[16]
  - Paysage de forêt, olio su tela[17]
  - Paysage, olio su tela[18]
- Tournus, Hôtel-Dieu di Tournus. Museo Greuze: Une Ferme à Cerveyrieux, olio su tela[19]
- Villefranche-sur-Saône, Museo Paul-Dini:
  - Bords de rivière, olio su tela[20]
  - Le Port de Collioure, olio su tela[21]
  - Une route dans les environs de Gênes, 1875, olio su tela[22]
  - Vase de fleurs et jatte verte, olio su tela[23]
- Grenoble, Palazzo della Prefettura dell'Isère: L'Écluse, olio su tela[24]
- Rouen, Servizio delle acque: La Plage (Collioure), olio su tela[25]
- Rouen, Museo di belle arti: Environs de Carqueiranne, verso il 1882, olio su tela[26]
- Nantes, Museo di belle arti: Paysage, 1867, olio su legno[27]
- Le Puy-en-Velay, Museo Crozatier:
  - Lisière de forêt, prima del 1879, olio su tela[28]
  - Marine, verso il 1890, carboncino e gesso[29]
- Montpellier, Museo Fabre: Paysage de rivière, prima del 1896, acquarello[30]

Stati Uniti
- San Francisco, California: incisioni varie di Adolphe Appian[31]
- Museum of Art di Cleveland, Ohio
- Pomona College Museum of Art California

Canada
- Dalhousie University Art Gallery, Halifax, Nuova Scozia

## Mostre
- Esposizione universale del 1862 a Londra
- 1885, 27ª Esposizione degli Amici delle arti della Somme a Amiens: Bords du lac de Genève e Un jour de pluie
- Esposizione universale di Parigi del 1889
- Mostra «100 peintures des collections du musée des Ursulines». Dal 28 maggio al 26 settembre 1999, Mâcon.

## Galleria d'immagini

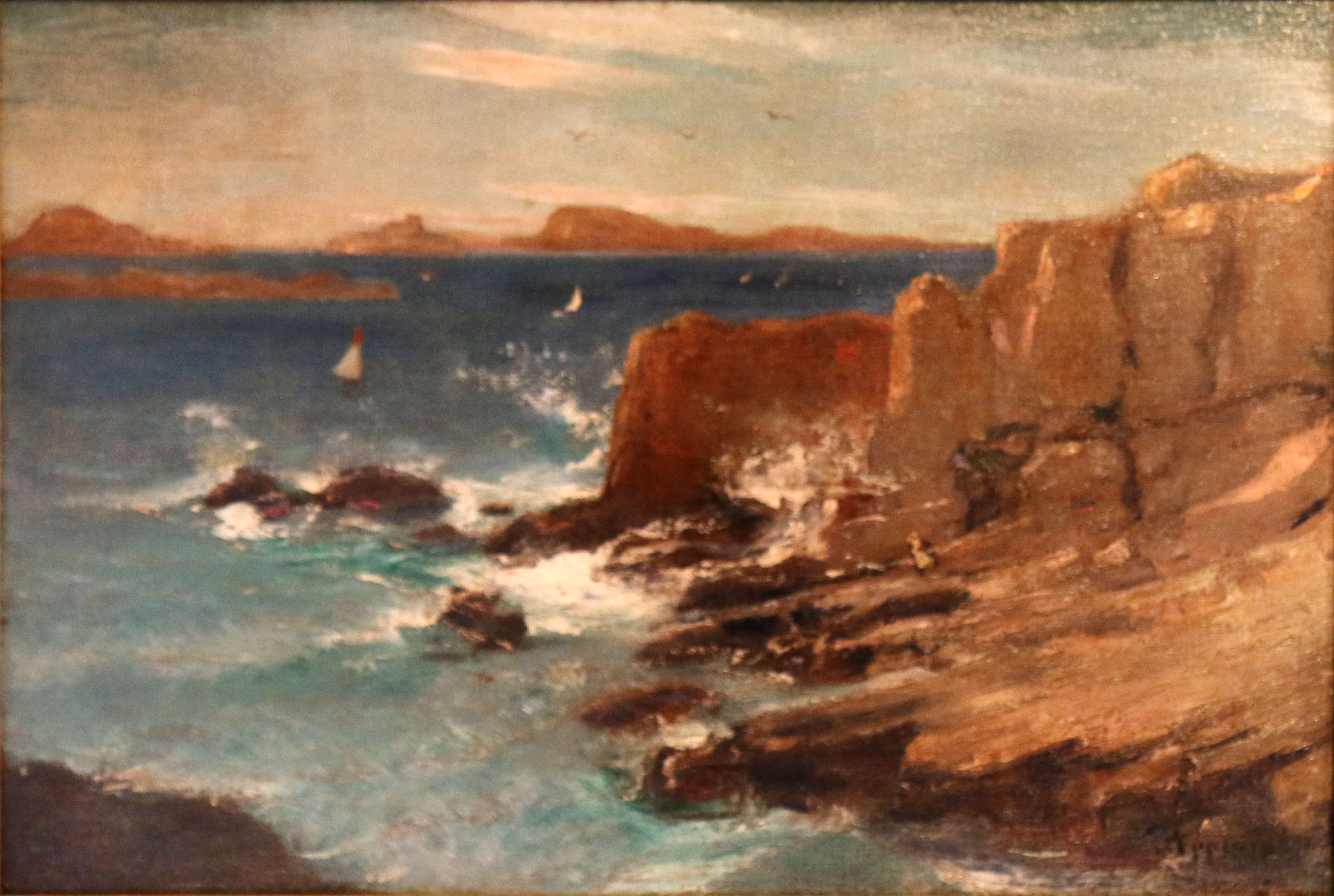
I calanchi di Marsiglia
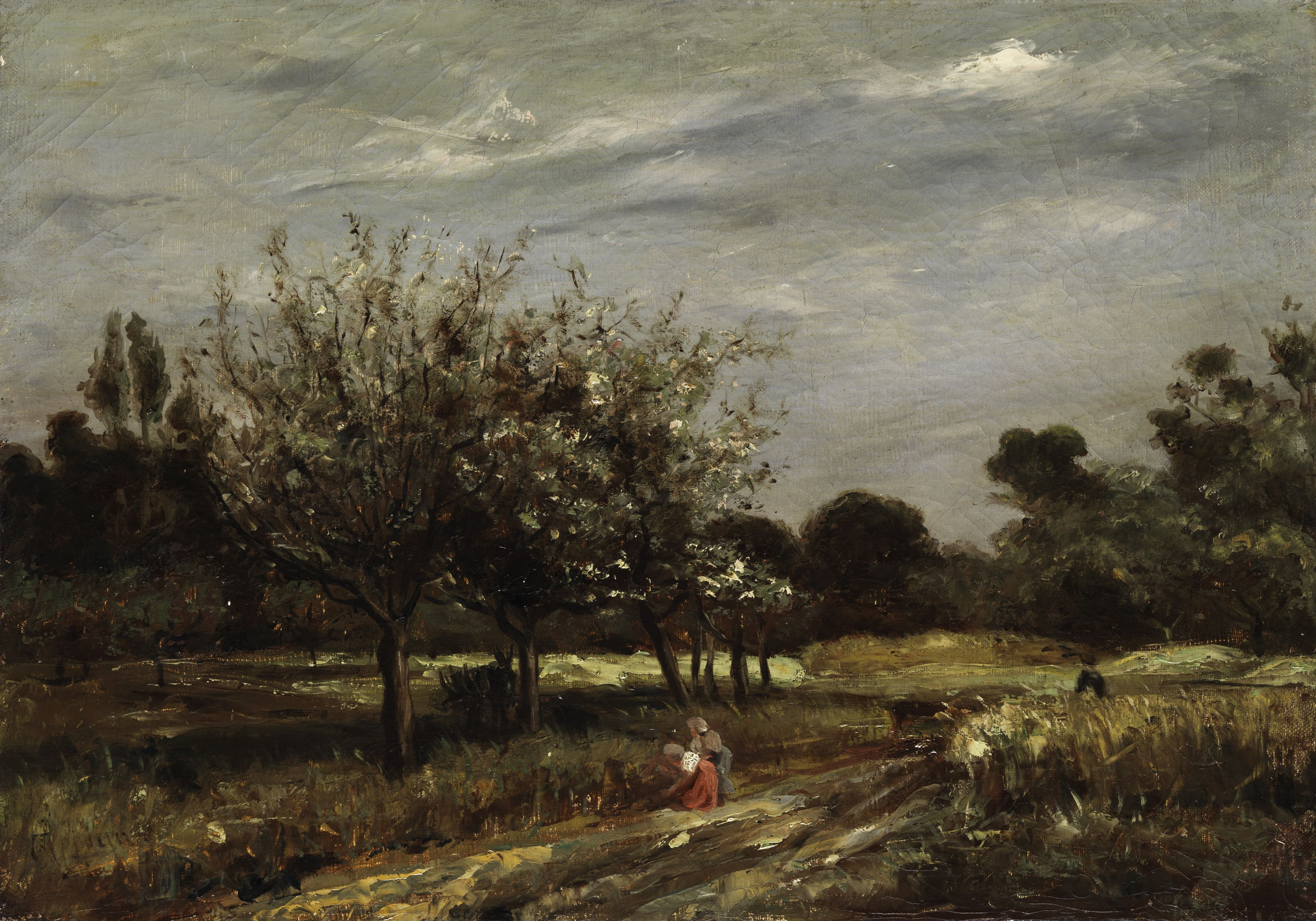
Paesaggio con alberi da frutta
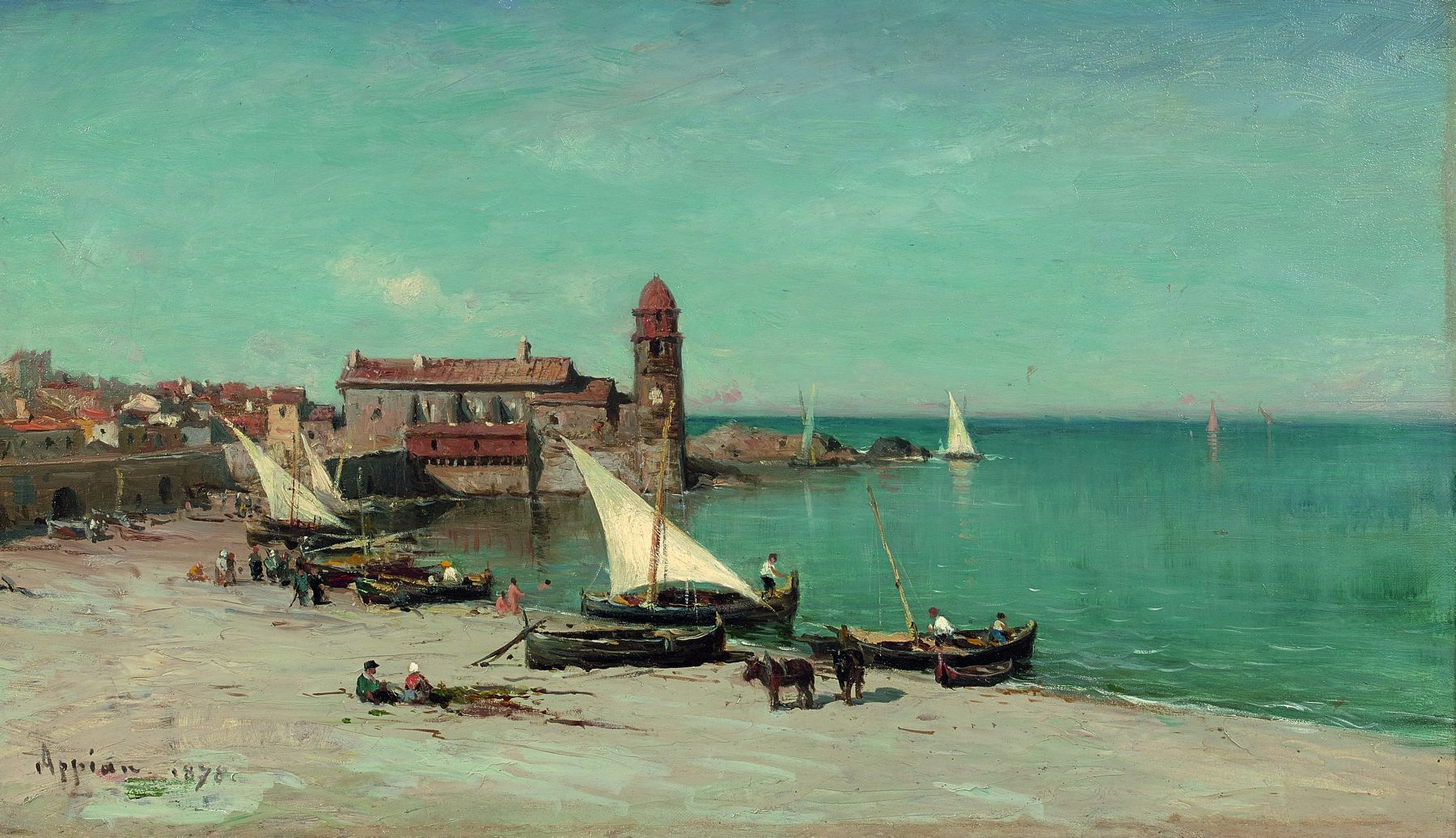
La spiaggia di Collioure